# Swaythling
Swaythling – dzielnica miasta Southampton, w południowej Anglii, w hrabstwie Hampshire, w dystrykcie (unitary authority) Southampton. W 2011 osada liczyła 13 664 mieszkańców.
W latach 1953–2013 znajdował się tu zakład przemysłowy koncernu motoryzacyjnego Ford Motor Company (Ford of Britain), przez większą część swojej historii produkujący samochody dostawcze Ford Transit.